# سحاق (الرياشية)

تعديل مصدري - تعديل

سحاق هي إحدى قرى عزلة وادي الرياشية بمديرية الرياشية التابعة لمحافظة البيضاء، بلغ تعداد سكانها 500 نسمة حسب تعداد اليمن لعام 2004.